# Ryan Brathwaite
Ryan Brathwaite (Bridgetown, 6 de junho de 1988) é um atleta de Barbados. Entrou para a história do Campeonato Mundial de Atletismo como o mais jovem medalhista de ouro do evento e o primeiro medalhista de seu país. Também possui a medalha de prata no Mundial Juvenil de 2005.